# Елена Нонева
Елена Маргаритова Нонева е български политик и адвокат, председател на Политическо движение „Социалдемократи“.

## Биография
Родена на 12 октомври 1964 г. в село Ръжена, Казанлъшко. Завършва предучилищна педагогика в Института за повишаване квалификацията на учителите в Стара Загора. През 2002 г. завършва право в Русенския университет „Ангел Кънчев“.
От 2001 г. работи като адвокат към Старозагорската адвокатска колегия.

## Политическа дейност
През 2014 г. основава Политическо движение „Социалдемократи“. Тя е един от мандатоносителите на „Продължаваме промяната“.
На парламентарните избори през 2022 г. е кандидат за народен представител от коалиция „Справедлива България“, в която участва и нейната партия. Водач е на листите в 18 МИР Разград и 27 МИР Стара Загора.